# Paul P. Carbone
Paul Peter Carbone (* 2. Mai 1931 in White Plains, New York; † 22. Februar 2002 in Singapur) war ein US-amerikanischer Onkologe.

## Leben
Carbone besuchte das Union College in Schenectady und studierte Medizin am Albany Medical College. Von 1972 bis 1976 war er Associate Director für medizinische Onkologie am National Cancer Institute in Bethesda und ab 1976 Professor an der University of Wisconsin–Madison, deren Comprehensive Cancer Center er von 1978 bis 1997 leitete (2006 wurde es nach ihm benannt). 1987 wurde er als Professor emeritiert.
1972 erhielt er den Lasker~DeBakey Clinical Medical Research Award für seine Beiträge zu einer Kombinations-Chemotherapie des Hodgkin-Lymphoms mit dem MOPP-Präparat. Dabei steht das M für Mustargen (Mechlorethamin), das O für Oncovin (Vincristin) und die beiden P für Procarbazin und Prednison. Es wurde am National Cancer Institute in den 1960er Jahren unter Vincent T. DeVita entwickelt. Damit konnte beim Hodgkin-Lymphom eine Fünfjahres-Überlebensrate von 70 Prozent erzielt werden.
Er erhielt auch die Medal of Honor for Clinical Research der American Cancer Society. Er war 1972/73 Präsident der American Society of Clinical Oncology (ASCO) sowie Präsident der American Association for Cancer Research. 1971 gründete er die Eastern Cooperative Oncology Group. Er hatte auch enge Verbindungen zu italienischen Onkologen wie Umberto Veronesi und beriet weltweit bei der Gründung von Krebsforschungszentren. Bei einer solchen Reise nach Singapur starb er an einem Herzinfarkt.